# Larry Thompson

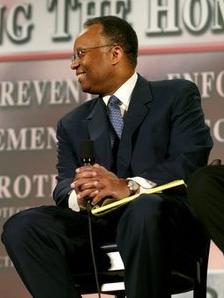
Larry Thompson (2004)

Larry Dean Thompson (* 15. November 1945 in Hannibal, Missouri) ist ein US-amerikanischer Jurist und Wirtschaftsmanager, der stellvertretender US Attorney General war und seit 2004 Vizepräsident von PepsiCo ist.

## Leben
Nach dem Schulbesuch studierte Thompson zuerst am Culver-Stockton College, an dem er 1967 einen Bachelor of Arts erwarb, sowie an der Michigan State University, die er 1969 mit einem Master of Arts verließ. Ein anschließendes Studium der Rechtswissenschaften an der University of Michigan schloss er 1974 mit einem Juris Doctor ab. Nach Beendigung des Studiums ging er in die Privatwirtschaft und war zunächst von 1974 bis 1977 Rechtsberater des Agrar- und Biotechnologieunternehmens Monsanto, ehe er zwischen 1977 und 1982 als Rechtsanwalt bei King & Spalding arbeitete, einer Kanzlei mit heute 200 Anwälten und Sitz in Atlanta.
Anschließend war er von 1982 bis 1986 als Nachfolger von James E. Baker Bundesstaatsanwalt für den Nord-Bezirk von Georgia, ehe er von 1986 bis 2001 als Partner in die Kanzlei King & Spalding zurückkehrte. Während seiner anwaltlichen Tätigkeit war er zudem Fellow des American Board of Criminal Lawyers sowie Mitglied des Board of Directors des National Center for State Courts.
2001 wurde Thompson, der den Republikanern angehört, als US Deputy Attorney General stellvertretender Justizminister der Regierung von Präsident George W. Bush und übte dieses Amt bis 2003 aus. In dieser Funktion genehmigte er im März 2002 die umstrittene Abschiebung des kanadischen Staatsangehörigen syrischer Abstammung, Maher Arar, nach Syrien wegen angeblicher Terrorismusvorwürfe.
Nach seinem Ausscheiden aus dem Regierungsdienst kehrte er in die Privatwirtschaft zurück und war zwischen 2003 und 2005 nicht nur Mitglied des Board of Directors von Delta Air Lines, sondern von 2003 bis 2004 auch Senior Fellow der Brookings Institution. Seit 2004 ist Thompson Senior Vicepresident sowie Chefrechtsberater von PepsiCo und war zeitweise auch Mitglied des Board of Directors der US Chamber of Commerce sowie der Providian Financial Corporation. Im Jahr 2006 gehörte er zu den Kandidaten für die Nachfolge von Sandra Day O’Connor am Supreme Court of the United States; später wurde er als möglicher Attorney General für den Fall eines Sieges von John McCain bei den Präsidentschaftswahlen 2008 gehandelt.